# Phantom System
La Phantom System era una videoconsola fabricada por la empresa brasileña Gradiente a finales de los 80, compatible con la Nintendo Entertainment System. Puede considerarse un Famiclón, al menos en el aspecto técnico. Gradiente la lanzó en un momento en que Nintendo no mostraba interés en comercializar la NES en Brasil, pese a que la comunidad de jugadores brasileños ya esperaba una alternativa a la Atari 2600, y acabó convertida en el clon de la NES más popular del país.
El aspecto de la Phantom System es muy similar a la de la Atari 7800, y utilizaba el conector de cartucho de 72 pines como las NES europeas y americanas. Al igual que estas, podía usar los cartuchos de 60 pines de la Famicom mediante un adaptador. El gamepad eran muy similar al de la Sega Mega Drive con tres botones de fuego y un D-pad, y usaba un conector DE-9 (la conexión de uno de estos con un equipo con interfaz de joystick Atari o una de sus derivadas, podía acabar con la vida de la placa madre o del chip de control de joystick). Se solía acompañar de un juego, mayoritariamente Ghostbusters, Super Pitfall o Schwarzenegger´s Predator.
Una de las causas de su parecido es que Gradiente planeaba inicialmente hacerla compatible Atari 7800, pero al ver decaer el interés del público por los juegos de Atari en favor de las clónicas NES con el lanzamiento por Dynacom de la Dynavision 2, decidió cambiar el clon, pero conservando el aspecto externo.
A diferencia de otros Famiclones, Gradiente emplea un diseño propio de placa con componentes estándar en lugar del NES en un chip mayoritario en el resto. La consola tiene dos puertos de joystick en el frontal, y en la trasera conector de alimentación externa (fuente dual 125/220 V), tomas Audio/Video con conector RCA, y modulador de TV con conmutador de canales.